# 葛嫩娘
葛嫩娘（17世纪？—1646年），字蕊芳，金陵人。明末歌妓。
早年為將門之後，其父因抗清殉国，家破人亡，葛嫩淪落秦淮，“指奸辨贤，抱香自重”。孫臨為葛嫩娘贖身，娶為側室。清初孫臨參加抗清活動，唐王時任監軍副使。一日过太湖，孙临因事登岸，將葛嫩娘留在舟中，忽有清兵至，舟上明军力战死。清兵見葛嫩娘貌甚美，欲逞兽欲，葛嫩娘咬舌自盡，鲜血喷向清军，跳湖殉难死。作家阳翰笙將這段故事編成戲曲。